# Astates Mirranes

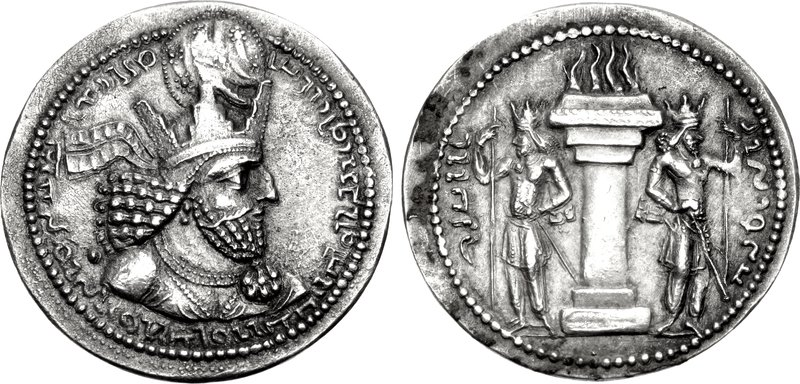
Dracma de Sapor cunhado ca. 240-244

Astates Mirranes (em persa médio: ‘št‘t mtr‘n; romaniz.: Aštād Mihrān; em parta: ‘rštt mtrn; romaniz.: Arštād Mihrān; em grego clássico: Αστατ(ης) Μεεραν ou Μιρράνης; romaniz.: Astat(es) Meeran ou Mirránes) foi um nobre parta do século III, primeiro membro conhecido da Casa de Mirranes.

## Vida
Astates foi registrado na inscrição Feitos do Divino Sapor do xá Sapor I (r. 240–270). Nela, aparece na quinquagésima sexta posição numa lista de 67 dignitários cortesãos com o ofício de dabir (secretário). Era membro mais antigo conhecido da Casa de Mirranes de Ragas (Rai). A partir da informação obtida na inscrição, tinha como tarefas a condução da correspondência real e o estabelecimento de tratados oficiais conforme prescritos por Sapor. Se supõe que talvez fosse um eunuco a julgar por sua posição.